# Lac de L'Assomption
Lac de L'Assomption är en sjö i Kanada.   Den ligger i regionen Lanaudière och provinsen Québec, i den sydöstra delen av landet, 170 km nordost om huvudstaden Ottawa. Lac de L'Assomption ligger 300 meter över havet. Arean är 2,4 kvadratkilometer. Den sträcker sig 4,3 kilometer i nord-sydlig riktning, och 4,1 kilometer i öst-västlig riktning.
I omgivningarna runt Lac de L'Assomption växer i huvudsak blandskog. Trakten runt Lac de L'Assomption är nära nog obefolkad, med mindre än två invånare per kvadratkilometer.